# Marco Aurelio Denegri

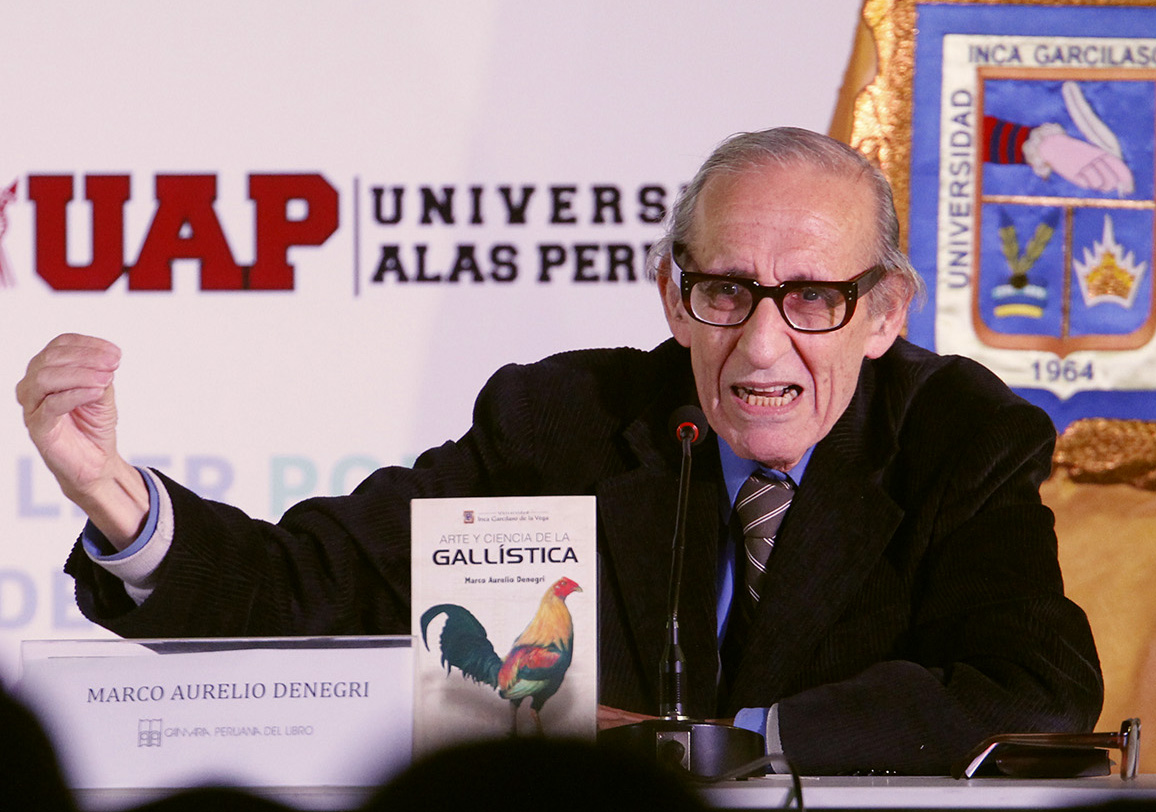
Marco Aurelio Denegri, 2015

Marco Aurelio Denegri Santagadea (* 16. Mai 1938 in Lima; † 27. Juli 2018) war ein peruanischer Intellektueller, Literaturkritiker, Sexologe und Linguist.

## Leben
Marco Aurelio Denegri kam 1938 in Lima zur Welt. Er studierte am Colegio San Andrés in Lima.
Seit 1973 arbeitete er beim peruanischen Staatsfernsehen TNP (Televisión Nacional del Perú) und wurde insbesondere mit der Sendereihe La Función de la Palabra bekannt. Er veröffentlichte zudem mehrere Bücher.

## Werke (Auswahl)
- Denegri, Marco Aurelio (1999): Arte y ciencia de la gallística; Lima: Kavia Kobaya
- Denegri, Marco Aurelio (2000): El asesino desorganizado; Lima: Umbra
- Denegri, Marco Aurelio (2006): De esto y de aquello; Lima: Universidad Ricardo Palma (ISBN 9972-236-16-1)